# Championnats du Liechtenstein de cyclisme sur route
Les Championnats du Liechtenstein de cyclisme sur route sont organisés tous les ans depuis 2006. L'épreuve se déroule traditionnellement en Suisse durant le Gianetti Day (distance comprise entre 75 et 110 kilomètres) au mois de septembre ou octobre. Le premier coureur liechtensteinois au classement de la course est déclaré champion national.

## Podiums de la course en ligne
| Année | Vainqueur        | Deuxième        | Troisième        |
| ----- | ---------------- | --------------- | ---------------- |
| 1958  | Alois Lampert    |                 |                  |
| 2006  | Dimitri Jiriakov |                 |                  |
| 2007  | Dimitri Jiriakov | Daniel Rinner   | Ewald Wolf       |
| 2008  | Dimitri Jiriakov | Karlheinz Risch | Philipp Quaderer |
| 2010  | Hans Burkard     | Karlheinz Risch | Ewald Wolf       |
| 2010  | Daniel Rinner    | Hans Burkard    | Karlheinz Risch  |
| 2011  | Hans Burkard     | Karlheinz Risch |                  |
| 2012  | Daniel Rinner    |                 |                  |
| 2013  | Gordian Banzer   |                 |                  |

## Podiums du contre-la-montre
| Année | Vainqueur        | Deuxième           | Troisième       |
| ----- | ---------------- | ------------------ | --------------- |
| 2007  | Dimitri Jiriakov | Daniel Rinner      | Karlheinz Risch |
| 2008  | Dimitri Jiriakov | Daniel Rinner      | Karlheinz Risch |
| 2009  | Hans Burkard     | Christian Frommelt | Hanspeter Gauer |
| 2010  | Daniel Rinner    | Hans Burkard       | Karlheinz Risch |
| 2011  | Hans Burkard     | Karlheinz Risch    | Daniel Rinner   |
| 2012  | Karlheinz Risch  | Daniel Rinner      | Ewald Wolf      |
| 2013  | Karlheinz Risch  | Marco Sprenger     |                 |
| 2014  | Ewald Wolf       | Benjamin Wohlwend  | Carmelo Vaccaro |